# حفيظ جالندهري
حفيظ جالندهري (ت. 1403 هـ / 1982 م) هو شاعر باكستاني.
هو مؤلف النشيد الوطني الباكستاني ومؤلف القصيدة «شاهنامة إسلام». وله أيضا «ديوان الغزل» والذي كان له بالغ الأثر في الأدب الأردي.